# Teatro México
El Teatro México es una edificación de carácter cultural,específicamente dedicado al teatro, ubicado en la ciudad de Quito (Ecuador). Se trata del primer teatro inaugurado en el sector sur de la capital ecuatoriana, generalmente abandonado de las instituciones culturales de este tipo. Se ubica en la parroquia Chimbacalle, dentro de la ciudadela México, de la que toma su nombre.
El edificio es parte de la Fundación Teatro Nacional Sucre, que también administra el Teatro Nacional Sucre, el Teatro Variedades, el Centro Cultural Mama Cuchara, la Casa de la Fundación y el Café del Teatro.
Lo que en un principio fue llamado Cine México, se convirtió en el Teatro México luego del tratamiento de rehabilitación que le diera el Fondo de Salvamento del Patrimonio Cultural (FONSAL). Reinaugurado en junio de 2008 con líneas arquitectónicas totalmente modernas, el Teatro pasó a ser un centro cultural de enorme importancia para el sur de la ciudad.
Es un escenario versátil y moderno, que cuenta con instalaciones y equipo de sonido e iluminación de última tecnología, que lo han convertido en uno de los teatros más modernos de América Latina. Cuenta con un escenario móvil y butacas sobre graderías también móviles, que por su condición posibilita la adaptación del espacio para diferentes usos escénicos.
Entre las modernas especificaciones técnicas que se implementaron en el teatro después de su remodelación está un sistrema de nubes acústicas y paneles móviles acústicos que pueden ser adaptados según las necesidades de sonido de la obra a presentarse. Además cuenta con las siguientes especificaciones dimensionales en el escenario:
- Ancho: 15,77m
- Boca: 12,20m
- Fondo: 13* Alto: 7,25m

Actualmente es un espacio cultural experimental que promueve la creación de nuevos públicos y abre sus puertas a proyectos innovadores, siendo uno de ellos los “Conciertos Didácticos” a través de los que se impulsa una oferta artística continua para los establecimientos educativos del sur de la ciudad.